# كريس فريمان (موسيقي)
كريس فريمان (بالإنجليزية: Chris Freeman)‏ هو موسيقي ومدرس أسترالي، ولد في 1950، وتوفي في 1992 بسبب ربو.